# Quechua (Volk)

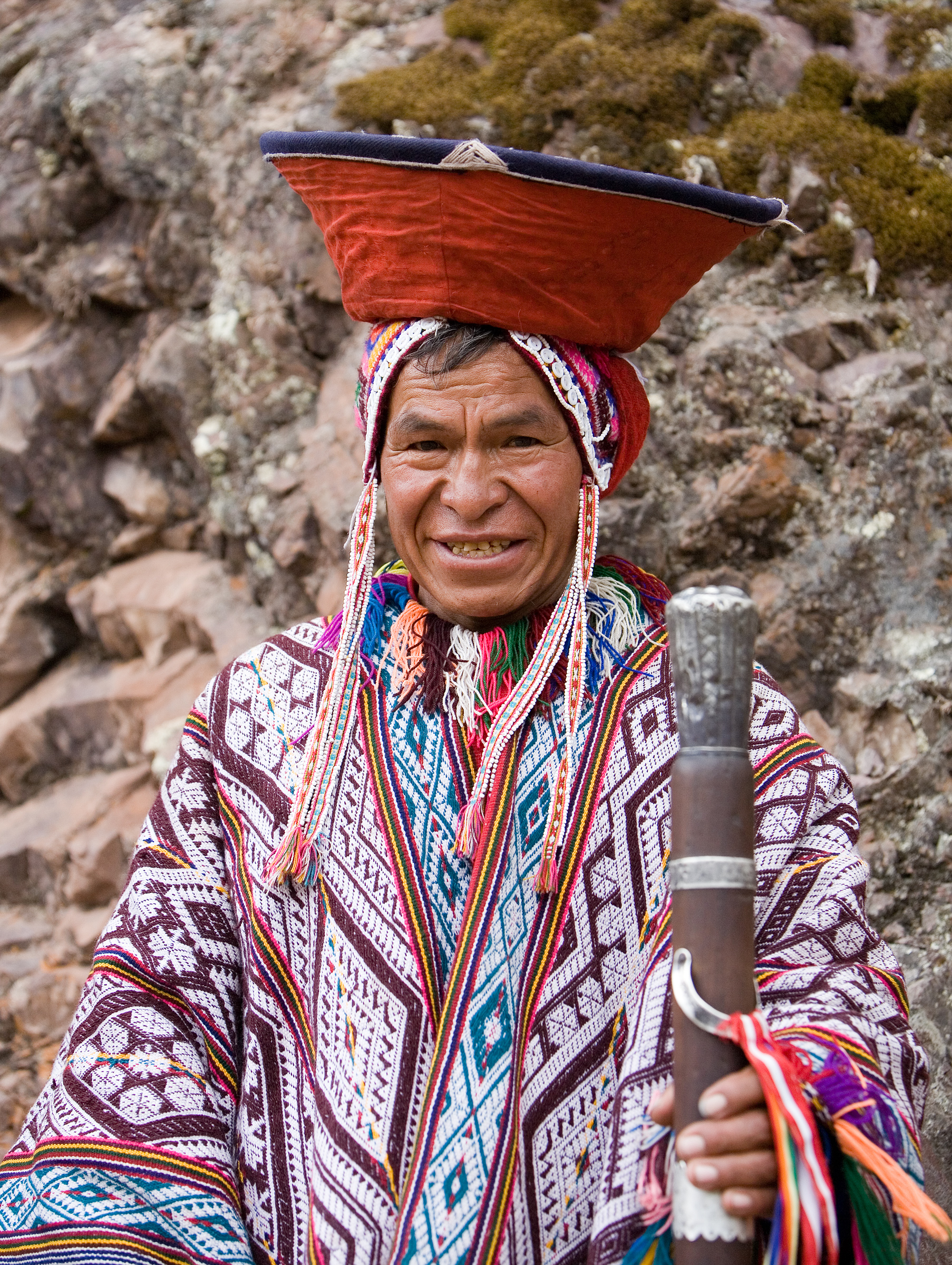
Angehöriger des Volks der Quechua in traditioneller Kleidung.

Quechua oder Ketschua (in Bolivien Qhichwa, in Peru auch Qichwa, in Ecuador Kichwa), ist eine Sammelbezeichnung für die Angehörigen der Ethnien, deren Muttersprache das Quechua (bzw. eine der Quechua-Sprachen) ist. Die Eigenbezeichnung der Menschen, die Quechua sprechen, lautet Runakuna („Menschen“; in Junín und Teilen von Ancash: Nunakuna; Einzahl: Runa bzw. Nuna).

## Ethnonym
Das Wort Quechua bzw. Qhichwa (Südliches Quechua), Qichwa (Chanka-Quechua, Ancash-Quechua), Qiĉwa (Wanka-Quechua, Cajamarca-Quechua, Inkawasi-Kañaris), Kichwa (Quichua, nördliche Quechua) oder Qheswa (Schreibweise der Academia Mayor de la Lengua Quechua) bedeutet in den Quechua-Sprachen „Tal“ oder die Höhenlage „Quechua“, weshalb deren Bewohner traditionell Qhichwa runa bzw. Kichwa runa, „Menschen der Höhenzone Quechua“ (im Gegensatz etwa zu den Menschen der Yunka oder der Puna), genannt werden, woher sich wiederum die Sprachbezeichnung Qhichwa simi bzw. Kichwa shimi, „Sprache der Höhenzone Quechua“, ableitet. In modernen Quechua-Texten steht Qhichwa runa oder einfach Qhichwa (Mehrzahl Qhichwakuna) dagegen für „Sprecher der Quechua-Sprache“ (Qhichwa simi parlaq, Qhichwa simi rimaq). Gleiches gilt für den entsprechenden spanischen Ausdruck (los) quechuas.

## Historischer und soziopolitischer Hintergrund

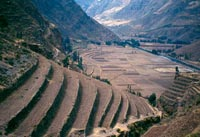
Terrassen in den Anden (Region Cusco, Peru)

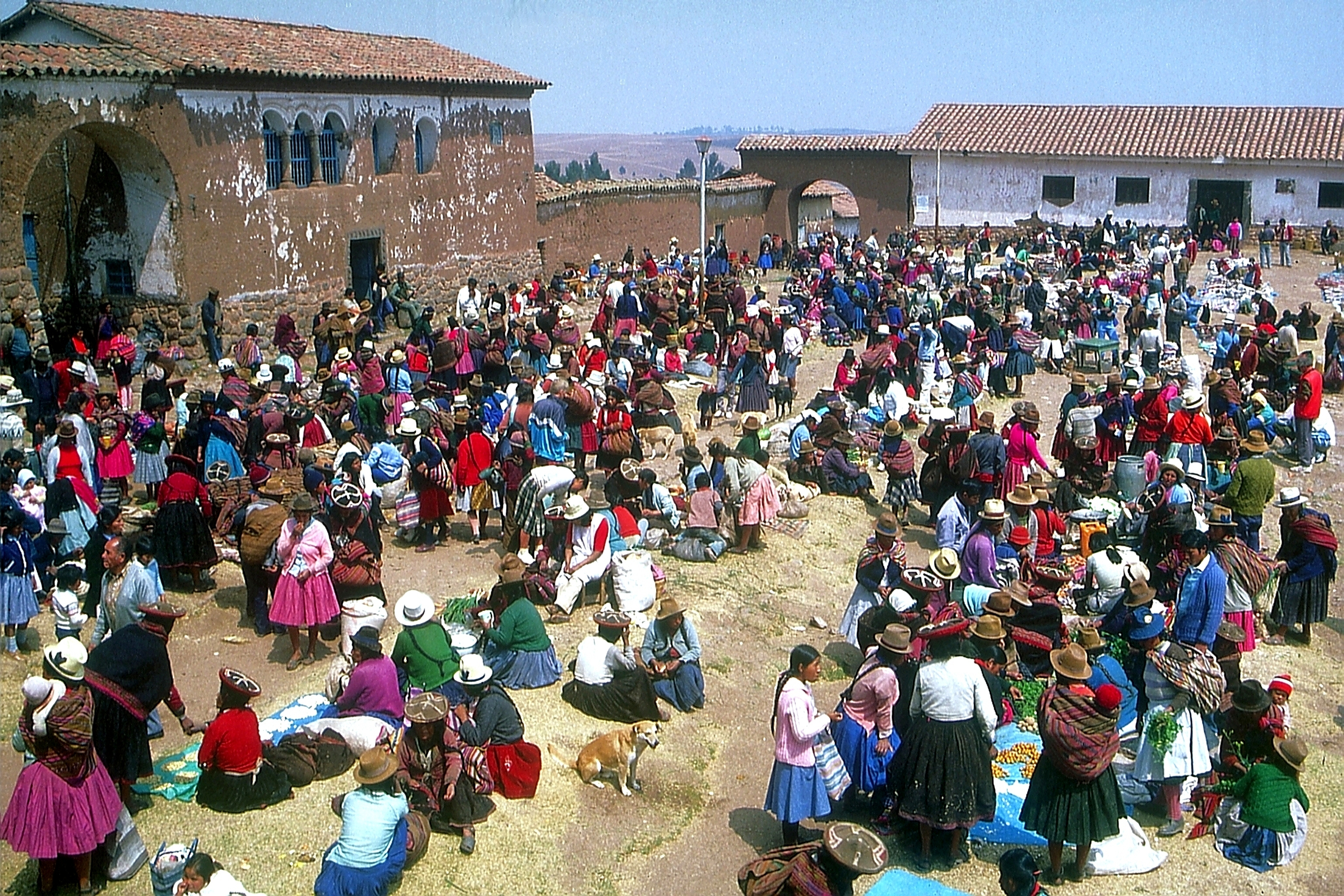
Sonntagsmarkt in Chinchero, Peru

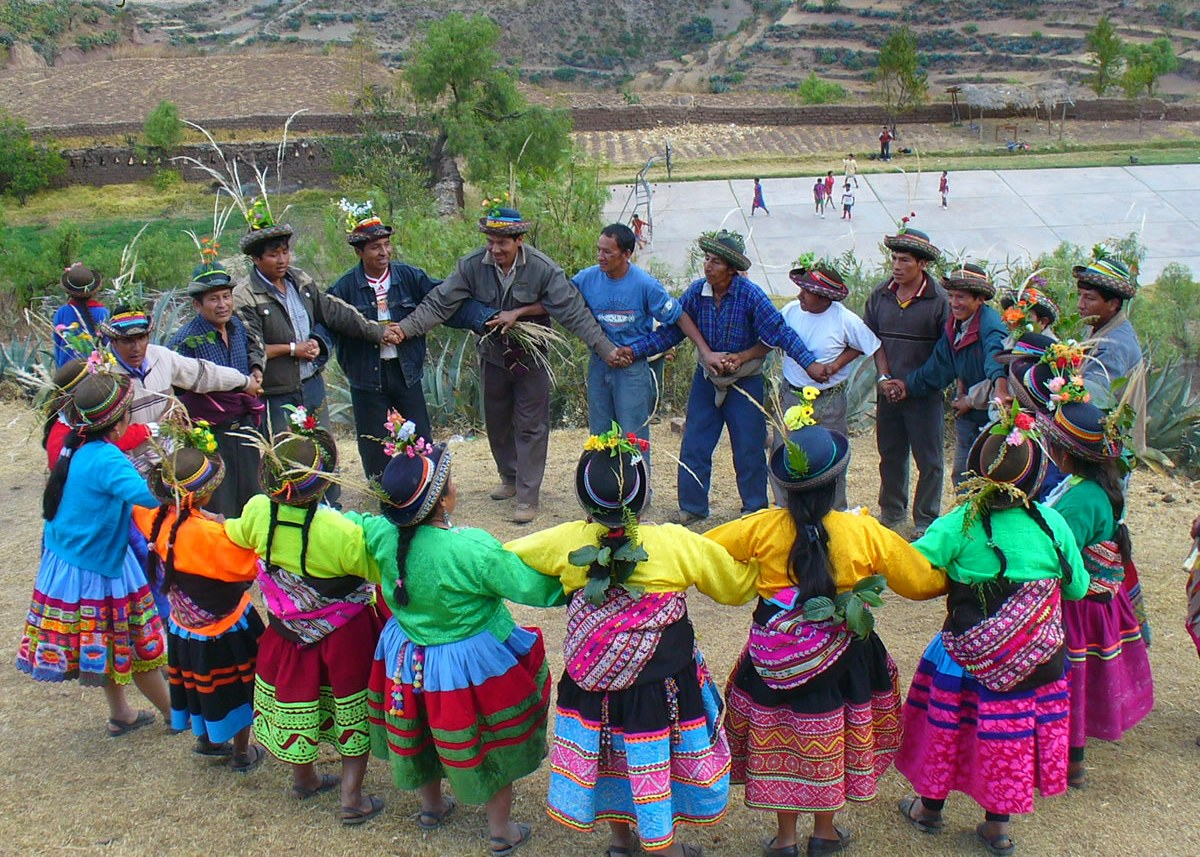
Cachua-Tanz in Sarhua (Sarwa), Victor Fajardo, Region Ayacucho, Peru

Die Sprecher der Quechua-Sprache, insgesamt ca. 9–14 Millionen in Peru, Bolivien, Ecuador, Kolumbien, Chile und Argentinien, haben bisher keine oder kaum eine gemeinsame Identität entwickelt. Die verschiedenen Quechua-Varianten unterscheiden sich zum Teil so stark, dass keine gegenseitige Verständigung möglich ist. Zu beachten ist, dass Quechua nicht nur von den Inkas gesprochen wurde, sondern z. T. auch von langjährigen Feinden des Inka-Reiches, so z. B. den Wanka (Wanka-Quechua ist eine noch heute im Raum Huancayo gesprochene Quechua-Variante), den Chanka (Chanca – Dialekt von Ayacucho) oder den Kañari (Cañar) in Ecuador. Das Quechua wurde von einigen dieser Völker, so den Wanka, bereits vor den Inkas in Cusco gesprochen, während andere Völker, insbesondere in Bolivien, aber auch in Ecuador, die Quechua-Sprache erst in der Inkazeit oder danach übernahmen. Von der spanischen Kolonialverwaltung und der Kirche wurde die Verbreitung des Quechua als lingua franca gefördert.
In Peru wurde Quechua unter der Militärregierung Juan Velasco Alvarados 1969 zur zweiten Amtssprache erklärt. In neuester Zeit gibt es Tendenzen einer Nationenbildung bei den Quechuasprachigen besonders in Ecuador (Kichwa), aber auch in Bolivien, wo die sprachlichen Unterschiede im Vergleich zu Peru nur gering sind. Ausdruck dessen ist z. B. die Dachorganisation der Kichwa-Völker in Ecuador, ECUARUNARI (Ecuador Runakunapak Rikcharimuy). Doch auch einige christliche Organisationen (z. B. das evangelikale Radio HCJB, la „Voz de los Andes“) sprechen von einem „Quichua-Volk“. In Bolivien wiederum taucht der Begriff „Quechua-Nation“ z. B. im Namen des „Bildungsrates der Quechua-Nation“ (Consejo Educativo de la Nación Quechua, CENAQ) auf, der für den Quechua-Unterricht bzw. die interkulturelle zweisprachige Erziehung in den quechuasprachigen Gebieten Boliviens zuständig ist. Im Rahmen der Politik Boliviens als Plurinationaler Staat wird die Identifikation der Schüler als Quechua im quechuasprachigen bzw. bilingualen Unterricht gefördert. In Peru gibt es dagegen keine vergleichbaren nationalen oder überregionalen Quechua-Organisationen, so dass sich dies auch nicht in einer koordinierten Sprachpolitik für das Quechua niederschlägt. Wichtig ist nach wie vor eine lokale oder regionale indigene Identität, so etwa zur Ethnie oder „Nation“ Qanchi in der Provinz Canchis (Region Cusco). In jüngster Zeit spielt aber auch hier die Identifikation indigener Politiker oder anderer öffentlicher Personen als Quechuas eine zunehmende Rolle, so etwa bei der aus Ayacucho stammenden Politikerin Tania Pariona Tarqui, die bei der Mandatsübernahme als Abgeordnete im peruanischen Kongress 2016 ihren Eid auf Chanka-Quechua für das Streben nach dem „Guten Leben“ (allin kawsayninta maskaspa) der Quechua und der anderen indigenen Völker ablegte, ebenso Oracio Pacori Mamani aus Puno, der „für die Quechuas und Aymaras“ seiner Region schwor. Eine Studie von 2006 über die von Indigenen der Region Cajamarca getragene Regionale Akademie der Quechua-Sprache in Cajamarca (ARIQC) kommt zu dem Ergebnis, dass die Wiederaneignung der diskriminierten und in den Hintergrund gedrängten indigenen Sprache die Zurückweisung einer aufgezwungenen herabwürdigenden Identität bei gleichzeitiger Herausbildung einer neuen, positiven indigenen Quechua-Identität bedeute. In der Stadt Huamanga/Ayacucho wird eine von Frauen in Zeiten des bewaffneten Konflikts gegründete Organisation, Chirapaq („Regenbogen“ oder auch „Regen von Sternschnuppen“), und die mit ihr verbundene Jugendorganisation Ñuqanchik („Wir“) mit der Herausbildung einer positiven Quechua-Identität in Zusammenhang gebracht. Diese Organisation (in der auch Tania Pariona aktiv war) startete unter ihrer Vorsitzenden, der Quechua-Aktivistin Tarcila Rivera Zea, im Zusammenhang mit dem Census 2017 eine Kampagne für ein offenes Bekenntnis zu einer indigenen Identität.

## Materielle Kultur und Sozialgeschichte

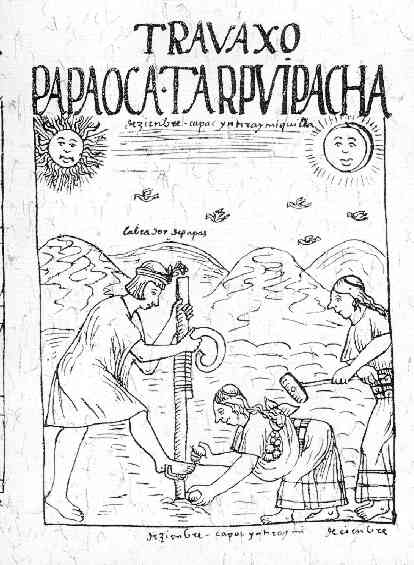
Bauern mit Trittgrabscheit (chakitaklla), Waman Puma de Ayala (1616)

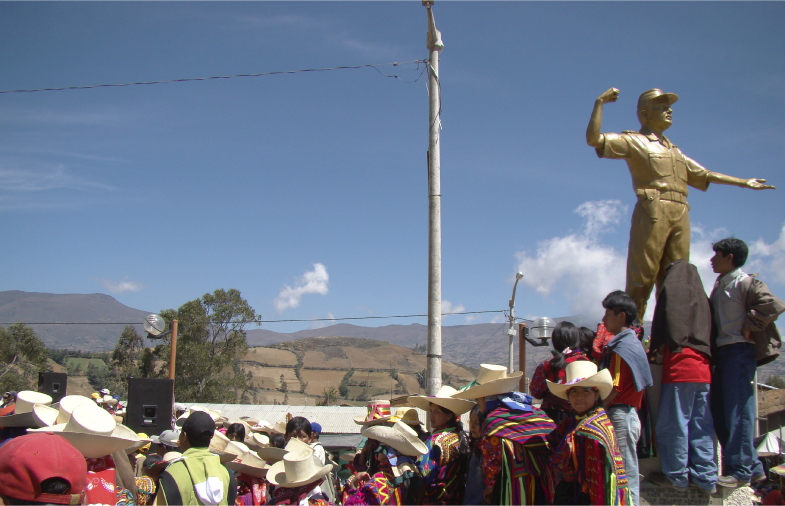
Statue von Juan Velasco Alvarado zum Gedenken an die Landreform ab 1969, davor Quechua-Bauern in Volkstracht, Uyurpampa, Distrikt Inkawasi, 2010

Trotz der ethnischen Vielfalt und sprachlichen bzw. mundartlichen Unterschiede haben die Quechua-Ethnien eine Reihe gemeinsamer kultureller Merkmale, die sie jedoch im Wesentlichen auch mit den Aymara bzw. allen indigenen Völkern der Zentralanden teilen.
Traditionell ist die – lokal ausgerichtete – Quechua-Identität untrennbar mit der altherkömmlichen Wirtschaftsweise verbunden. Deren Basis ist in den tiefer gelegenen Regionen die Landwirtschaft, in der hoch gelegenen Region der Puna die Weidewirtschaft. Dabei umfasst die typische Andengemeinde mehrere Höhenstufen und somit auch den Anbau einer Vielfalt von Feldfrüchten und Viehhaltung. Das Land gehört traditionell der Dorfgemeinde (ayllu) und wird gemeinsam bewirtschaftet oder jedes Jahr zur Bewirtschaftung verteilt. Die Äcker wurden vor der Ankunft der Europäer ausschließlich mit menschlicher Muskelkraft mittels eines Trittgrabscheit (chakitaklla) umgegraben. In schwer zugänglichen Gegenden wie beispielsweise Q'ero (Region Cusco, Peru) hat sich diese Technik bis heute gehalten, wenn auch die Bearbeitung mit Pflug und Ochsengespann häufiger anzutreffen ist.
In der Kolonialzeit wurden das Encomienda-System eingeführt, in dessen Rahmen die spanische Krone Adligen Ländereien zur Nutzung – nicht jedoch als Eigentum – überließ, wobei die dort lebenden Indigenen zu Arbeitsleistungen für die Encomenderos verpflichtet waren. Wiederholt führten die harten Ausbeutungsbedingungen zu Aufständen der indigenen Bauern, die gewaltsam niedergeschlagen wurden. Der größte dieser Aufstände fand 1780–1781 unter Führung von José Gabriel Kunturkanki statt.
Die Gründung der unabhängigen Republiken in Südamerika durch die Criollos Anfang des 19. Jahrhunderts begünstigte die Aneignung vormals indigener Ländereien durch Großgrundbesitzer, weil entsprechende Gesetze aus der Kolonialzeit, die dies zum Ärger der Criollos unterbunden hatten, beseitigt wurden. Simón Bolívar verfügte 1825 für Peru und Bolivien, dass die kommunalen Ländereien unter den Indios aufzuteilen seien und verbot – befristet bis 1850 – deren Weiterverkauf. Bereits 1847 erklärte jedoch der Präsident Boliviens José Ballivián diese Ländereien zu Staatsbesitz, der rasch in die Hände privater Interessenten überging. Waren bei der Unabhängigkeit Boliviens noch drei Viertel des Ackerlandes in indigener Hand, so war dies 1847 nur noch die Hälfte, wobei 3.100 Comunidades 5.100 Haciendas gegenüberstanden. Die Großgrundbesitzer eigneten sich so das Land der Indigenen bzw. einen Großteil desselben an und drängten die Ureinwohner in die Schuldknechtschaft (in Ecuador als Huasipungo bezeichnet, von Kichwa wasipunku, „Haustür“).
Landbesetzungen und Vertreibungen der Hacendados durch indigene Bauern, die in Peru in der Confederación Campesina del Perú organisiert waren, begleiteten die Regierungsübernahme reformfreudiger Juntas Mitte des 20. Jahrhunderts, so 1952 in Bolivien (Víctor Paz Estenssoro) und 1968 in Peru (Juan Velasco Alvarado). Mit den von diesen eingeleiteten Landreformen kam es zu einer Enteignung der Großgrundbesitzer und, besonders in Bolivien und – nach einer Übergangszeit mit großen, von den Quechua-Bauern überwiegend abgelehnten Genossenschaften – in Peru, zu einer Verteilung des Landes an die indigenen Bauern als individuelles Eigentum. Dies bedeutete einen Bruch mit der überkommenen Quechua- und Aymara-Kultur. Andererseits haben sich Ayllus in entlegenen Gebieten bis heute gehalten (vgl. beispielhaft die peruanische Quechua-Gemeinde Q'ero).

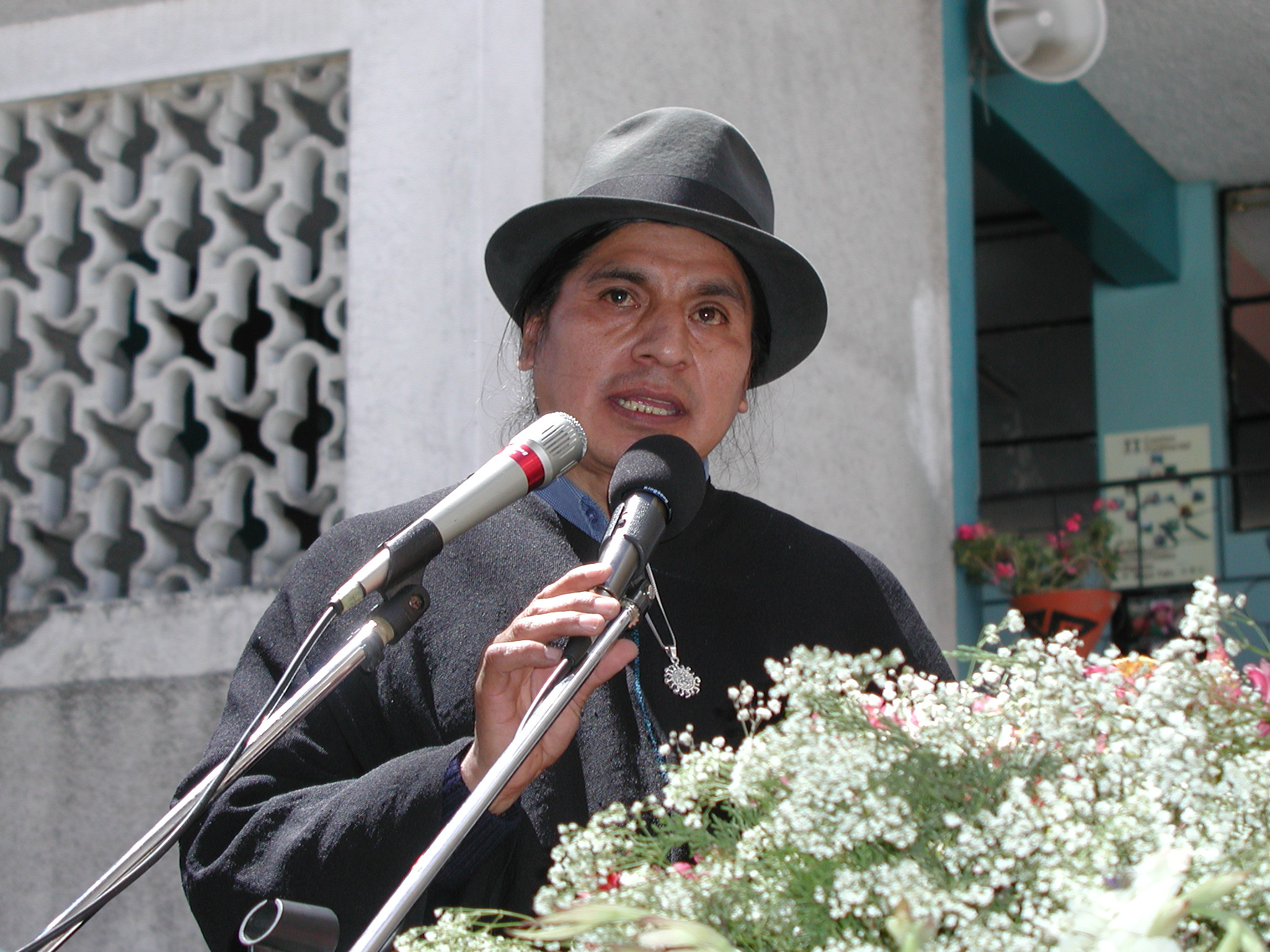
Luis Macas, ecuadorianischer Politiker und Kichwa-Aktivist, in Quito 2004

Der Kampf um Landrechte bildet weithin bis in die Gegenwart einen Brennpunkt des politischen Alltags der Quechua. In jüngerer Zeit konnten die im Verband ECUARUNARI organisierten Kichwa-Ethnien Ecuadors – auch durch militante Aktionen – kommunale Landtitel bzw. die Rückgabe von Ländereien erstreiten. Unter den Kichwa des Tieflands wurde insbesondere der Fall der Gemeinde Sarayaku bekannt, die sich in jahrelangen Auseinandersetzungen erfolgreich gegen die Enteignung und Ausbeutung des Regenwaldes für die Erdölgewinnung wehrt.
Zwei Haupttypen der gemeinsamen Arbeit werden unterschieden: Bei der Minka handelt es sich um gemeinsame Arbeit für Projekte im Gemeinschaftsinteresse (z. B. Bau kommunaler Objekte). Ayni ist dagegen die Arbeit in gegenseitiger Hilfe, wobei Mitglieder des Ayllu einer Familie bei größeren eigenen Projekten (z. B. Hausbau) helfen und jeder einerseits in den Genuss dieser Hilfe kommen kann, andererseits auch irgendwann anderen hilft.
Wichtige Elemente der materiellen Kultur bei fast allen Quechua-Ethnien sind zudem etliche traditionelle Handwerke:
Hierzu gehört die aus der Inkazeit bzw. davor tradierte Weberei mit Baumwolle, Wolle (von Lamas, Alpakas, Guanakos, Vikunjas). Die Wolle wird mit natürlichen Farbstoffen gefärbt. Zahlreiche Webmuster (pallay) sind bekannt.
Beim Hausbau finden meist an der warmen Luft getrocknete Lehmziegel (tika bzw. spanisch adobe) Verwendung oder es werden Zweige und Lehmmörtel genutzt. Die Dächer sind mit Stroh, Schilf bzw. Punagras (ichu) gedeckt.
Die Auflösung der traditionellen Wirtschaftsweisen, regional z. B. durch Bergbau und darauf folgende Proletarisierung, hat in der Regel zu einem Verlust der ethnischen Identität wie auch der Quechua-Sprache geführt. Dies gilt ebenso bei der dauerhaften Abwanderung in die Großstädte (insbesondere Lima), die eine Akkulturation an die dortige hispanische Gesellschaft zur Folge hat.

## Beispiele für Verfolgung von Quechua in jüngster Zeit

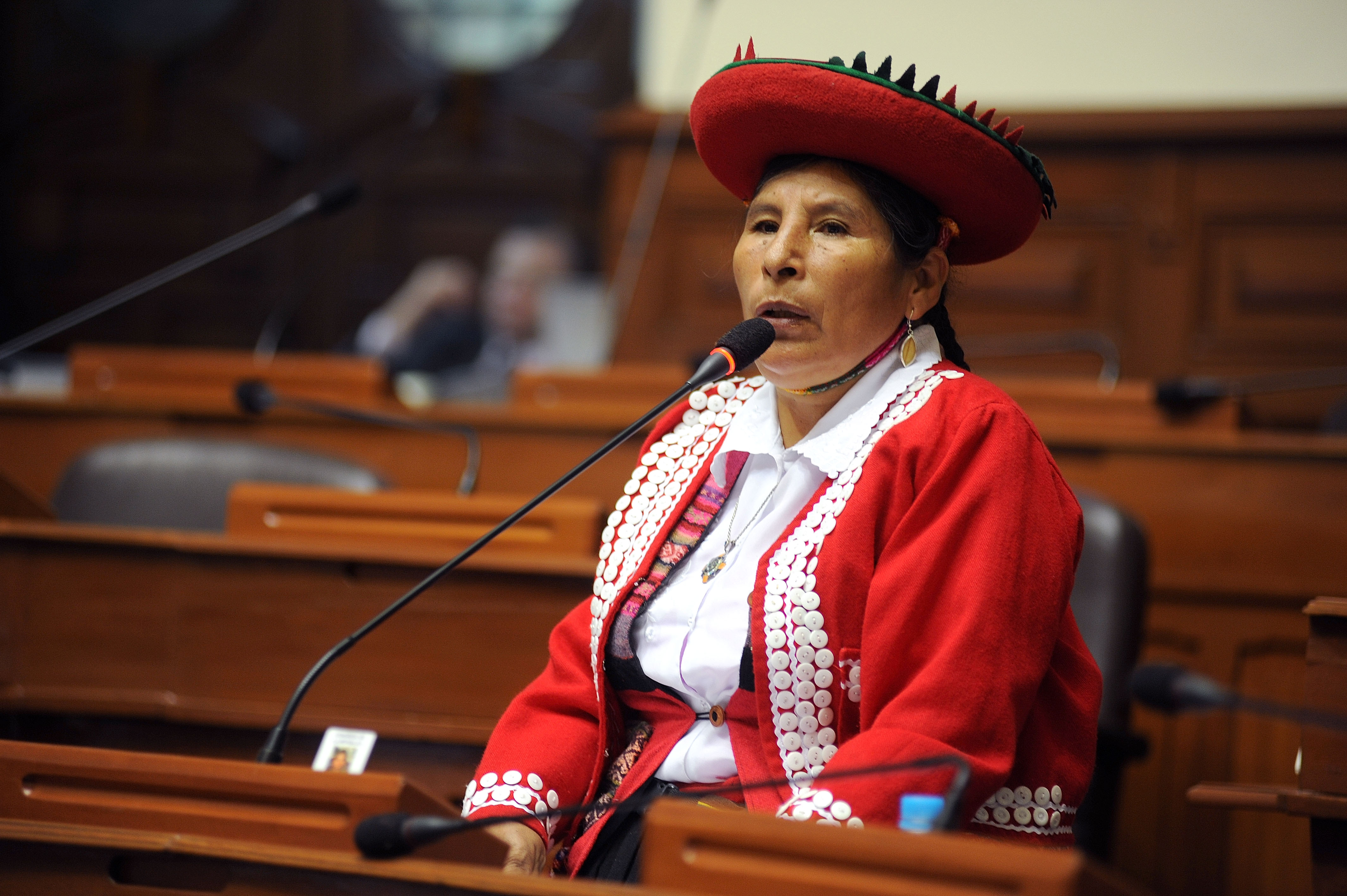
Die peruanische Politikerin und Quechua-Aktivistin Hilaria Supa Huamán im peruanischen Parlament, in Tracht der Provinz Anta (Region Cusco)

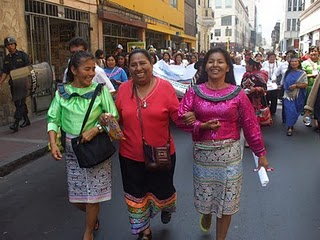
María Sumire (Mitte) mit anderen indigenen Aktivistinnen bei einem Protestmarsch in Lima

Bis in die Gegenwart wurden Quechua Opfer politischer Konflikte und ethnischer Verfolgung. Im Bürgerkrieg in Peru in den 1980er Jahren zwischen Staatsmacht und Sendero Luminoso waren etwa drei Viertel der rund 70.000 Todesopfer Quechua, während die Verantwortlichen in den Kriegsparteien ausnahmslos Weiße und Mestizen waren. Die Auseinandersetzung mit diesen traumatischen Erlebnissen führte zu einem eigenen Stil des Quechua-Liedes, des „Erinnerungsliedes“, als dessen Vorbild das unter anderen auch von Manuelcha Prado interpretierte Ofrenda (1981) von Carlos Falconí Aramburú (1937–2022) gilt. Mit seinem 2016 herausgekommenen Quechua-Roman Aqupampa setzt sich auch Pablo Landeo Muñoz mit den Folgen des Krieges auseinander, indem er die Lebenssituation der quechuasprachigen Landbevölkerung beschreibt, die wegen des Krieges in die Stadt gezogen ist.
Von der Politik der Zwangssterilisationen unter Alberto Fujimori waren fast ausschließlich Quechua- und Aymara-Frauen betroffen, insgesamt über 200.000. Der bolivianische Filmregisseur Jorge Sanjines behandelt die Problematik der Zwangssterilisierung bereits in seinem quechuasprachigen Spielfilm Das Blut des Condors aus dem Jahre 1969.

## Quechuasprachige in Parlament und Regierung und ihre Ablehnung durch Politiker und Journalisten
Ethnische Diskriminierung spielt auch auf parlamentarischer Ebene noch heute eine Rolle: Als am 25. Juli 2006 die neu gewählten peruanischen Abgeordneten Hilaria Supa Huamán und María Sumire ihren Eid auf Quechua ablegten – erstmals in der Geschichte Perus in einer indigenen Sprache –, weigerten sich die peruanische Parlamentspräsidentin Martha Hildebrandt und das Präsidiumsmitglied Carlos Torres Caro hartnäckig, dies zu akzeptieren.
Mit der Ernennung von Guido Bellido als Premierminister und Ciro Gálvez als Kulturminister durch den neuen Präsidenten Pedro Castillo am 29. Juli 2021 wurden erstmals in der Geschichte der Republik Peru zwei Quechuas in die Regierung aufgenommen, die das Quechua in großem Umfang bei Redebeiträgen im Parlament verwendeten. Hierfür wurden sie von Parlamentariern und Journalisten, die kein Quechua verstanden, heftig angegriffen. So kam es zu einer heftigen Kontroverse, als am 27. August 2021 der quechuasprachige Premierminister Guido Bellido Teile seine Rede vor der Vertrauensabstimmung auf Quechua hielt und der Abgeordnete der politisch rechts gerichteten Partei Renovación Popular, Jorge Montoya, daraufhin Bellido angriff unter dem Verweis, Perus Amtssprache sei Spanisch. Die Abgeordnete der fujimoristischen Fuerza Popular, Patricia Juárez, ging gar so weit zu behaupten: „Bellido und Gálvez sprechen Quechua, um die Menschen zu beleidigen und lächerlich zu machen.“ Auch die Parlamentspräsidentin, María del Carmen Alva von Acción Popular, forderte Bellido auf, Spanisch und nicht Quechua zu sprechen. Bellido entgegnete in seiner Muttersprache unter Verweis auf die Verfassung, man dürfe im Parlament Quechua ebenso wie Spanisch sprechen. Der politische Analyst Luis Esteban González Manrique schreibt hierzu: „Damit, dass er [im Kongress] Quechua spricht, signalisiert Bellido, dass diejenigen, die immer die Macht hatten, sie nun nicht mehr haben.“
Premierminister Guido Bellido war auf Grund seiner dezidiert linken Positionen und seiner Kritik an der konservativen Presse von Beginn an besonders starken Angriffen im Parlament und in den Medien ausgesetzt, bis ihn Präsident Castillo Anfang Oktober um seinen Rücktritt bat. Mit dem Rücktritt Guido Bellidos am 6. Oktober 2021 schied auch Ciro Gálvez als Kulturminister aus, so dass mit der Regierungsumbildung auch die beiden entschiedenen Quechua-Vertreter in der Regierung durch Nicht-Quechuas ersetzt wurden. Ciro Gálvez äußerte am 9. Oktober 2021, dass er inmitten seiner Arbeit völlig überraschend aus seinem Amt scheiden musste und er nicht die Gründe dafür kenne, warum er nicht länger Kulturminister bleiben konnte.

## Religion
Praktisch alle Quechua der Anden waren seit der Kolonialzeit nominell Katholiken; seit dem 20. Jahrhundert breiteten sich jedoch protestantische Kirchen aus. In vielen Gegenden leben Formen der traditionellen Religion weiter, vermischt mit christlichen Elementen (Synkretismus). Die Quechua-Ethnien teilen auch die traditionelle Religion mit den anderen andinen Völkern. Weithin im Andenraum überlebt insbesondere der Glaube an Mutter Erde (Pachamama), die Fruchtbarkeit schenkt und der deshalb regelmäßig Rauch- oder Trinkopfer dargebracht werden. Wichtig sind zudem die Berggeister (apu) sowie kleinere Lokalgottheiten (wak'a), welche besonders in Südperu noch verehrt werden.

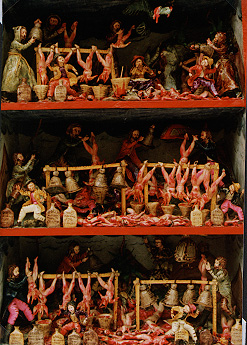
Der „Schlächter“ (pishtaku), Schnitzerei aus Ayacucho, Peru

Die immer wiederkehrende historische Erfahrung des Völkermords wurde von den Quechua in Form verschiedener Mythen verarbeitet. Hierzu gehört z. B. die Figur des Nak'aq oder Pishtaku („Schlächter“), des weißen Mörders, der den ermordeten Indigenen das Fett aussaugt, oder das Lied vom blutigen Fluss. Von einem Sieg der Apus über die Spanier erzählen die Q'ero im Mythos von Wiraquchapampa. Unter den bis heute lebendigen Mythen ist der in Südperu verbreitete Inkarrí-Mythos besonders interessant, der ein verbindendes kulturelles Element der Quechua in den Regionen von Ayacucho bis Cusco bildet.
Wahrscheinlich europäischen Ursprungs ist der Mythos von Juan Oso, dem Sohn eines Bären und einer von ihm entführten Frau, wie auch der in den Anden verbreitete Tanz der Bären (Bär und auch Bärentänzer: ukumari, in Cusco ukuku). In der Region Cusco wird der Bärenmythos mit der im Andenraum weit verbreiteten, auf katholischen Einfluss zurückzuführenden Legende vom Condenado (Verdammten) verbunden, einer wegen schwerer Sünden verdammten Seele, welche die Menschen terrorisiert und Erlösung nur finden kann, wenn jemand die Schuld begleicht und so den Verdammten endgültig tötet. Durch seinen Sieg über den Condenado findet der Bärensohn Anerkennung und kann sich integrieren, wobei auch der Condenado durch seinen endgültigen Tod erlöst wird.
Auf einen vorkolonialen Kern wird der insbesondere in Zentralperu (Ancash, Huánuco) verbreitete Mythos von der kinderfressenden Hexe Achikay zurückgeführt, der mit der Herzlosigkeit der Menschen in Zeiten der Hungersnot in Zusammenhang gebracht wird.

## Weiterführende Artikel zu quechuasprachigen Ethnien
Bei den hier aufgelisteten Quechua-Ethnien handelt es sich nur um eine Auswahl. Auch die Abgrenzung ist unterschiedlich. Zum Teil sind hier Dorfgemeinschaften mit einigen Hundert Menschen angegeben, zum Teil auch Ethnien mit mehr als einer Million Menschen.
- Inka (historisch)

### Ecuador
- Otavalos
- Salasaca
- Puruhá
- Kañari
- Saraguros
- Sarayaku

### Peru
Tiefland
- Quechuas Lamistas

Hochland
- Huanca
- Chanka
- Q'ero
- Taquile
- Amantaní

### Bolivien
- Kallawaya

## Bilder

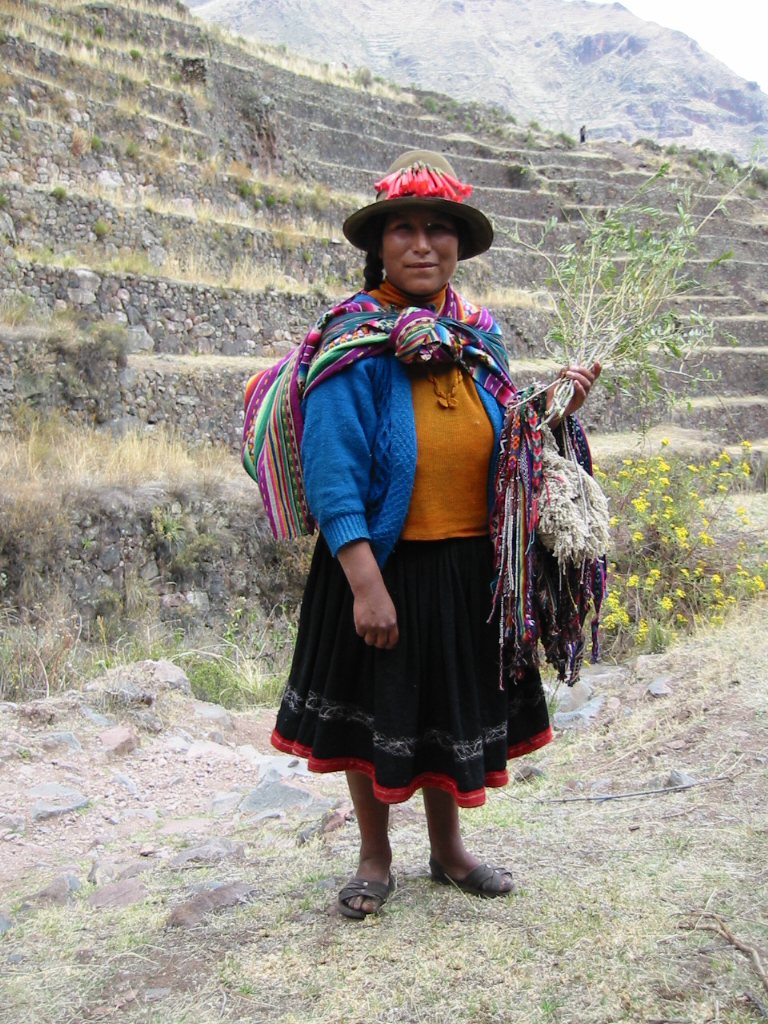
Quechuafrau bei Pisac
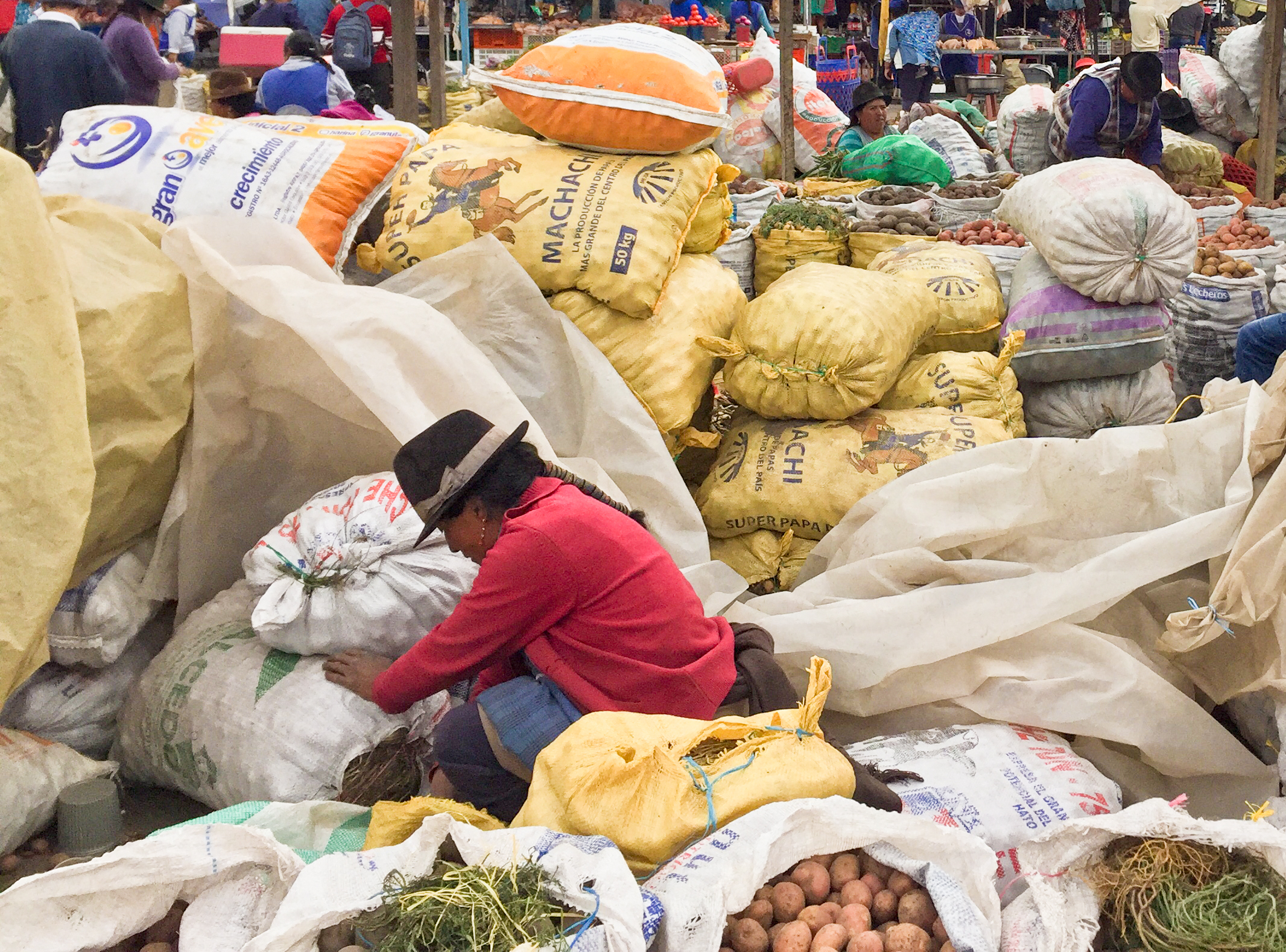
Frau auf dem indigenen Markt in Saquisilí bei Latacunga, Ecuador
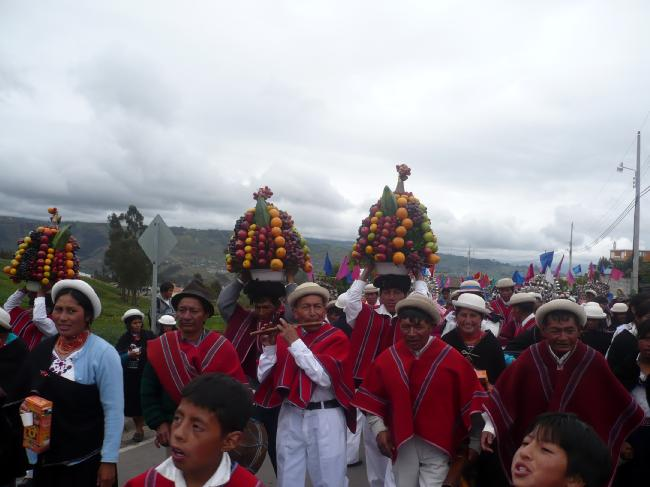
Sonnenwendfest Inti Raymi in Chibuelo, Ecuador
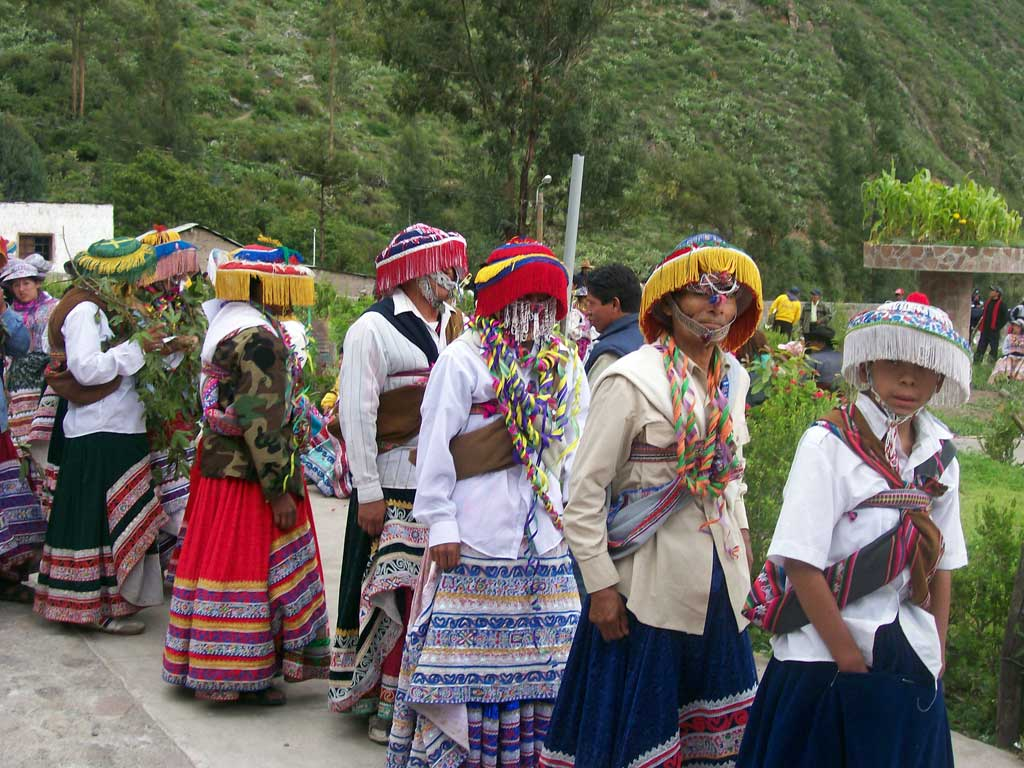
Wititi-Tänzer in Chivay im Colca-Tal, Peru
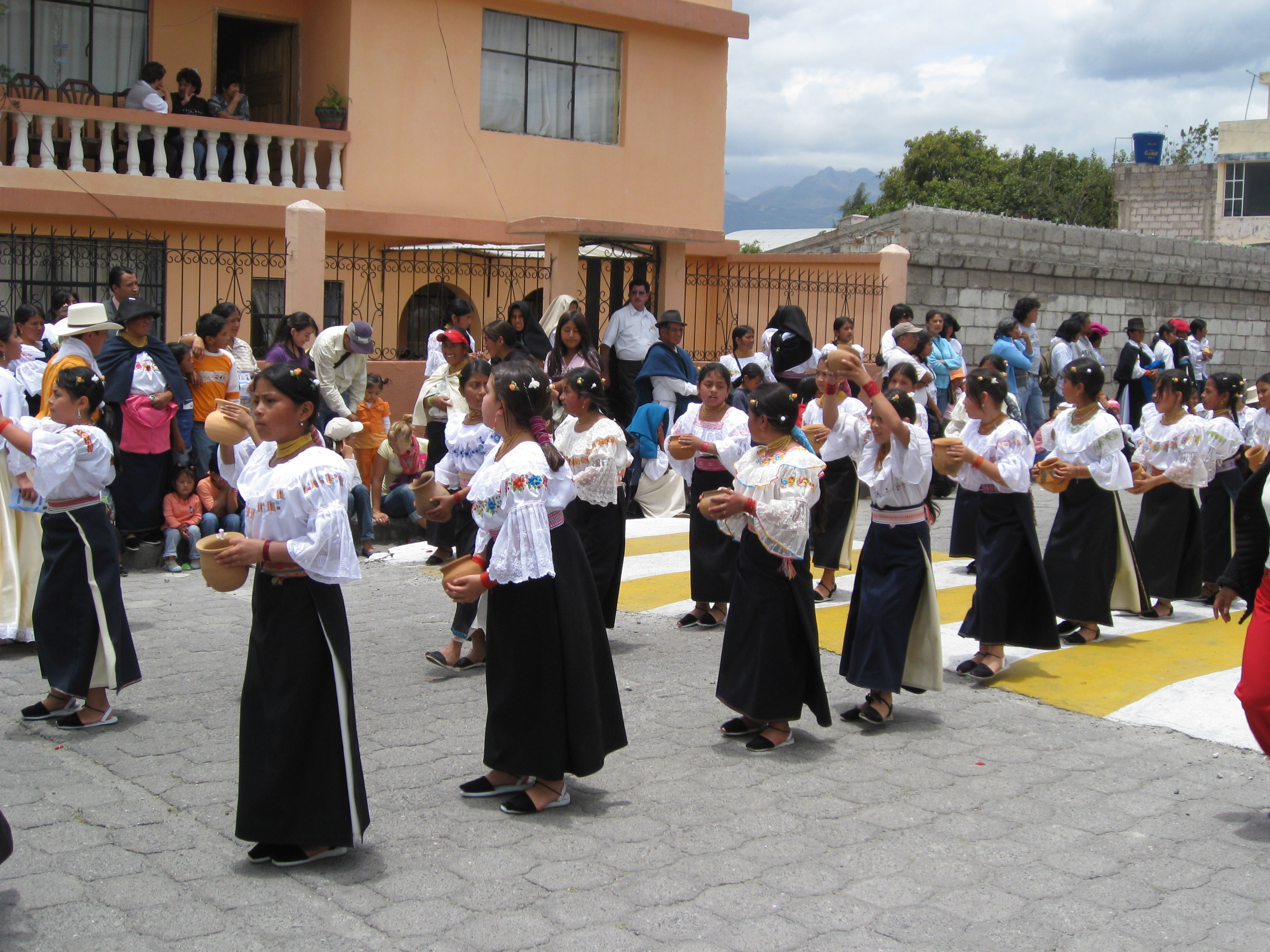
Frauen in Tracht in Cotacachi, Ecuador (Otavalos)